# Geleira Dalk

A geleira Dalk ou glaciar Dalk é uma geleira/glaciar, de 8 milhas náuticas (15 km) de comprimento, escoando para a parte sudeste da baía Prydz entre as colinas Larsemann e as colinas Steinnes. Foi mapeada por cartógrafos noruegueses a partir de fotos aéreas tiradas pela Expedição Lars Christensen (1936–37). Foi nomeada por John H. Roscoe em seu estudo de feições de 1952, na área identificada nas fotos aéreas tiradas pela Operação Highjump (1946–47). Recebeu seu nome da Ilha Dalk situada no ponto final da geleira.